# Debbie Armstrong
Debra Rae Armstrong detta Debbie (Salem, 6 dicembre 1963) è un'ex sciatrice alpina statunitense, campionessa olimpica nello slalom gigante a Sarajevo 1984.

## Biografia
Nata a Salem e originaria di Snoqualmie Pass presso Seattle, Debbie Armstrong esordì in Coppa del Mondo il 4 dicembre 1981 a Val-d'Isère in slalom gigante, senza completare la gara, e ai successivi Mondiali di Schladming 1982, pur convocata, non poté gareggiare a causa di un infortunio.
In Coppa del Mondo ottenne il primo piazzamento l'8 dicembre 1982 sulle nevi di Val-d'Isère, piazzandosi 11ª in combinata, e l'unico podio l'8 gennaio 1984 a Puy-Saint-Vincent, giungendo 3ª in supergigante alle spalle della canadese Laurie Graham e della svizzera Michela Figini. Un mese dopo venne convocata per i XIV Giochi olimpici invernali di Sarajevo 1984, sua prima presenza olimpica, dove si aggiudicò la medaglia d'oro nello slalom gigante e si classificò 21ª nella discesa libera.
Ai Mondiali di Bormio 1985 si classificò 4ª nello slalom gigante; due anni dopo fu al cancelletto di partenza anche per i Mondiali di Crans-Montana 1987, sua ultima presenza iridata, dove chiuse 13ª nella discesa libera e 6ª nel supergigante. Ai XV Giochi olimpici invernali di Calgary 1988, sua ultima presenza olimpica, fu 18ª nel supergigante e 13ª nello slalom gigante; ottenne l'ultimo piazzamento della sua attività agonistica il 7 marzo 1988 ad Aspen, con il 15º posto nello slalom gigante valido per la Coppa del Mondo.

## Palmarès

### Olimpiadi
- 1 medaglia:
  - 1 oro (slalom gigante a Sarajevo 1984)

### Coppa del Mondo
- Miglior piazzamento in classifica generale: 20ª nel 1985
- 1 podio (in supergigante):
  - 1 terzo posto

### Nor-Am Cup
- Vincitrice della classifica di slalom gigante nel 1982[senza fonte]

### Campionati statunitensi
- 3 medaglie (dati parziali, dalla stagione 1984-1985):
  - 1 oro (slalom gigante[2][3][4] nel 1987)
  - 1 argento (supergigante[3] nel 1987)
  - 1 bronzo (combinata[5] nel 1985)

### Campionati statunitensi juniores
- 1 medaglia (dati parziali):
  - 1 oro (slalom gigante[2] nel 1981)